# Totești
Totești – wieś w Rumunii, w okręgu Hunedoara, w gminie Totești. W 2011 roku liczyła 375 mieszkańców.